# Holló-Szabó Ferenc

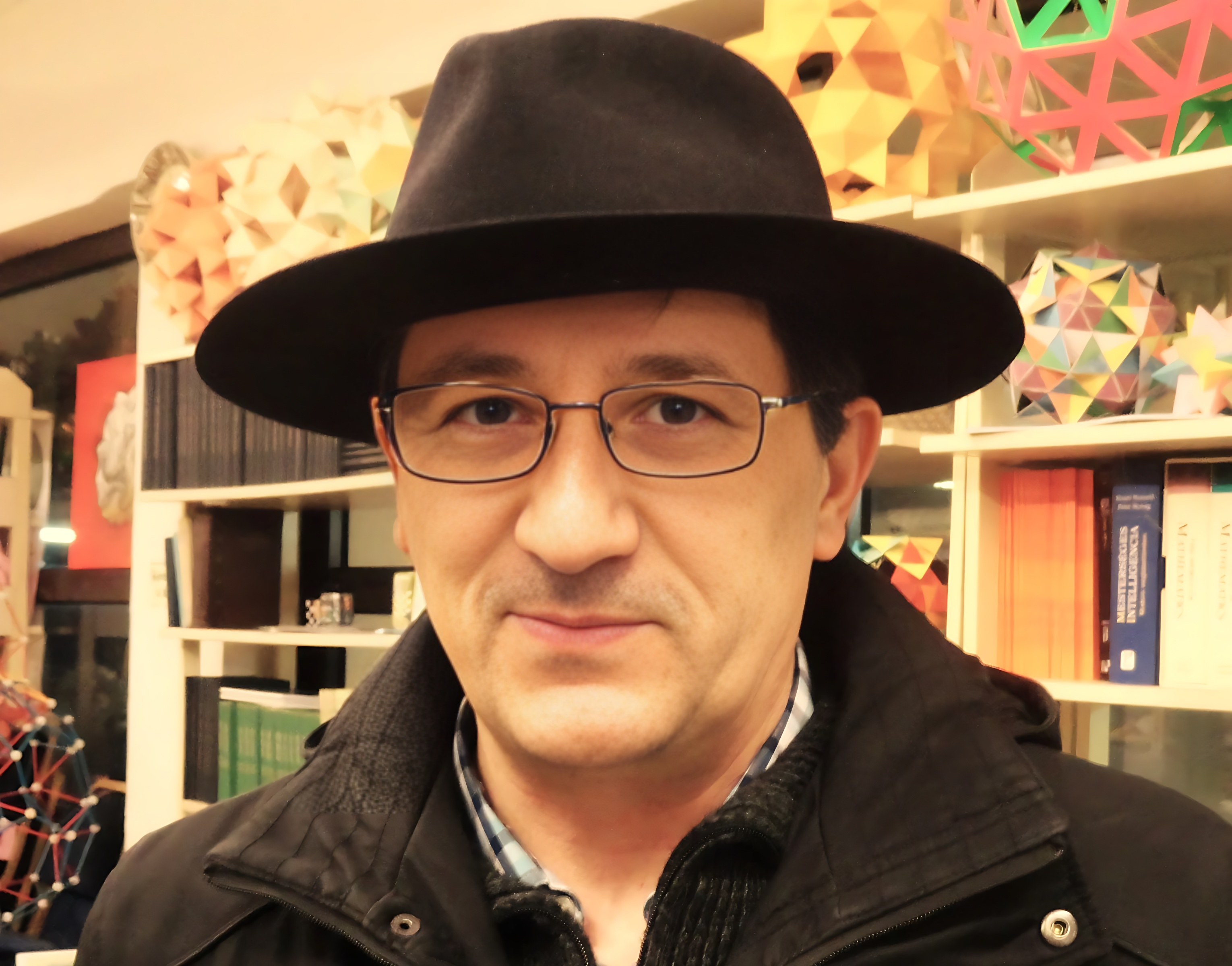
2016-ban (Hujter Mihály felvétele)

Holló-Szabó Ferenc (Kiskunfélegyháza, 1965. június 21. –  Budapest, 2022. december 4.) magyar matematikatanár, muzeológus, gyűjteményvezető.

## Életútja
Műszaki technikumot végzett Szegeden. Később Budapesten matematika-fizika tanári diplomát szerzett. Élete során sokat tett a matematika népszerűsítéséért a határon belül és kívül, a fiatalok és idősebbek körében egyaránt.  
Matematikusként számos eredménye volt a fraktálok és halmazelmélet témakörökben. Megalapította az első magyar matematikai múzeumot, a MaMá-t, amely gazdag irodalmi és modell gyűjteménnyel rendelkezik. A múzeum körül szerveződő közösségnek is aktív tagja volt, ami a tudományok minden ágából vonzotta az értelmiséget. Több írását közölte a Matematika tanítása és a Képmás családmagazin. 
Hozzáállását a matematika népszerűsítéséhez leginkább a szállóigéve vált mondása jellemzi, amely szerint „A matematikát úgy kellene felfogni, mint egy természettudományt. Odamenni, megtapasztalni, kézbe venni, játszani vele.”

## Díjai, elismerései
- Ericsson-díj (2019)

## Cikkei
- Az első Magyar Matematikai Múzeum (MaMa) a tanárképzés szolgálatában, Online hozzáférés
- WOLFRAM Demonstration Project

## Előadásai
- Matematikai érdekességek. YouTube
- Az ELTE Magyar Matematikai Múzeum bemutatása. YouTube